# Cha cha SING
《cha cha SING》是日本的女子偶像組合Berryz工房的第29張单曲，於2012年7月25日由PICCOLO TOWN发售。

## 概要
- 《cha cha SING》是繼《成吉思汗》以來第二首翻唱歌曲。
- 《cha cha SING》是泰國歌手Thongchai McIntyre的歌曲《Row mah Sing》的日語版本，而B面曲《Loving you Too much》是其歌曲《Too Much So Much Very Much》的日語版本。
- B面曲《Momochi! 饒恕我吧♡体操》由成員嗣永桃子主唱。
- 此單曲有4個版本，分別有「初回生産限定盤A - C」和「CD ONLY」。「初回生産限定盤A」和「初回生産限定盤B」收錄了《cha cha SING》的PV。
- 在8月6日於公信榜单曲週榜取得第6位。

## 收錄内容

### CD（初回生産限定盤A - C、CD ONLY）
1. cha cha SING
（作詞：Mukek Jongmankhong 日本語詞：淳君 作曲：Sudsan Wongsamut 編曲：大久保薫）
2. Loving you Too much
（作詞：Apisit Opasimlikit 日本語詞：淳君 Rap詞: U.M.E.D.Y 作曲：Thana Lawasut 編曲：鈴木Daichi秀行）
3. Momochi! 饒恕我吧♡体操（ももち! 許してにゃん♡体操）
（作詞・作曲：淳君 編曲：湯浅公一）
4. cha cha SING（Instrumental）
5. Loving you Too much（Instrumental）
6. Momochi! 饒恕我吧♡体操（Instrumental）

### DVD（初回生産限定盤A）
1. cha cha SING（Dance Shot Ver.）

### DVD（初回生産限定盤B）
1. cha cha SING（Close-up Berryz工房 Ver.）

## 外部連結
- 《cha cha SING》特設網站（日語）